# Mercedes-Benz L 312
Le Mercedes-Benz L 312 est un camion à deux essieux de Mercedes-Benz construit à Mannheim à partir de 1953. Il correspond en grande partie au type L 311. En raison de leur puissance moteur initiale de 90 ch (66 kW), les deux types étaient connus à l'époque sous le nom de «90er Mercedes». Le véhicule était initialement construit en tant que camion à plateau ou camion à benne basculante et s'appelait L 4500. 4500 correspond à la charge utile maximale autorisée la plus basse en kilogrammes pour les camions de ce type avant le changement de nom. À partir de 1954, les véhicules s'appelaient L 312. Ils étaient disponibles sous forme de camions à plateau ou à benne basculante, de tracteurs et de châssis pour carrosseries spéciales. La production a pris fin en 1961. Pendant toute la période de production, Mercedes-Benz a vendu 73 033 véhicules, dont environ 7 700 à transmission intégrale. Le véhicule a également été produit en Argentine, et au Brésil et en Inde.
Le 1er avril 1954, un accord d’aide technique a été signé avec Tata Engineering and Locomotive Company Ltd. (Telco) pour une période de 15 ans. L’objectif est de coopérer à la vente et à la construction d’une nouvelle usine d’assemblage de camions Mercedes-Benz de trois tonnes ou plus. Daimler-Benz acquiert une participation d’environ 12,5 % dans Telco. Le premier camion Tata Mercedes-Benz est sorti de l’usine TELCO de Jamshedpur le 15 octobre 1954.

## Variantes du modèle
Les véhicules L 312 ont été fabriqués en sept versions différentes :
- L 312 : modèle de base, traction arrière, plateau
- LK 312 : traction arrière, benne basculante
- LA 312 : transmission intégrale, plateau
- LAK 312 : transmission intégrale, benne basculante
- LS 312 : tracteur, traction arrière
- LAS 312 : tracteur, transmission intégrale
- LP 312 : cabine sur moteur, traction arrière

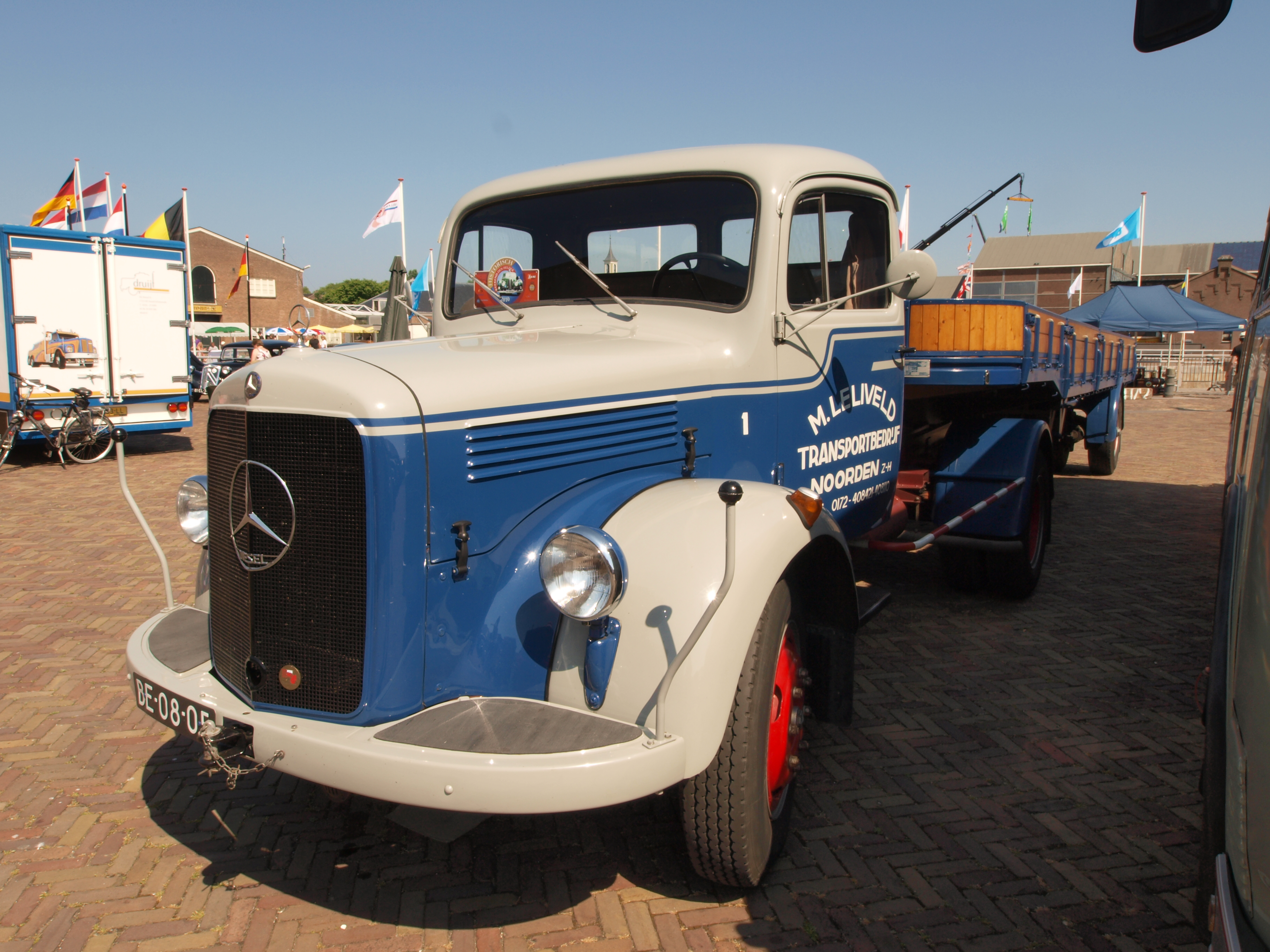
LS 312
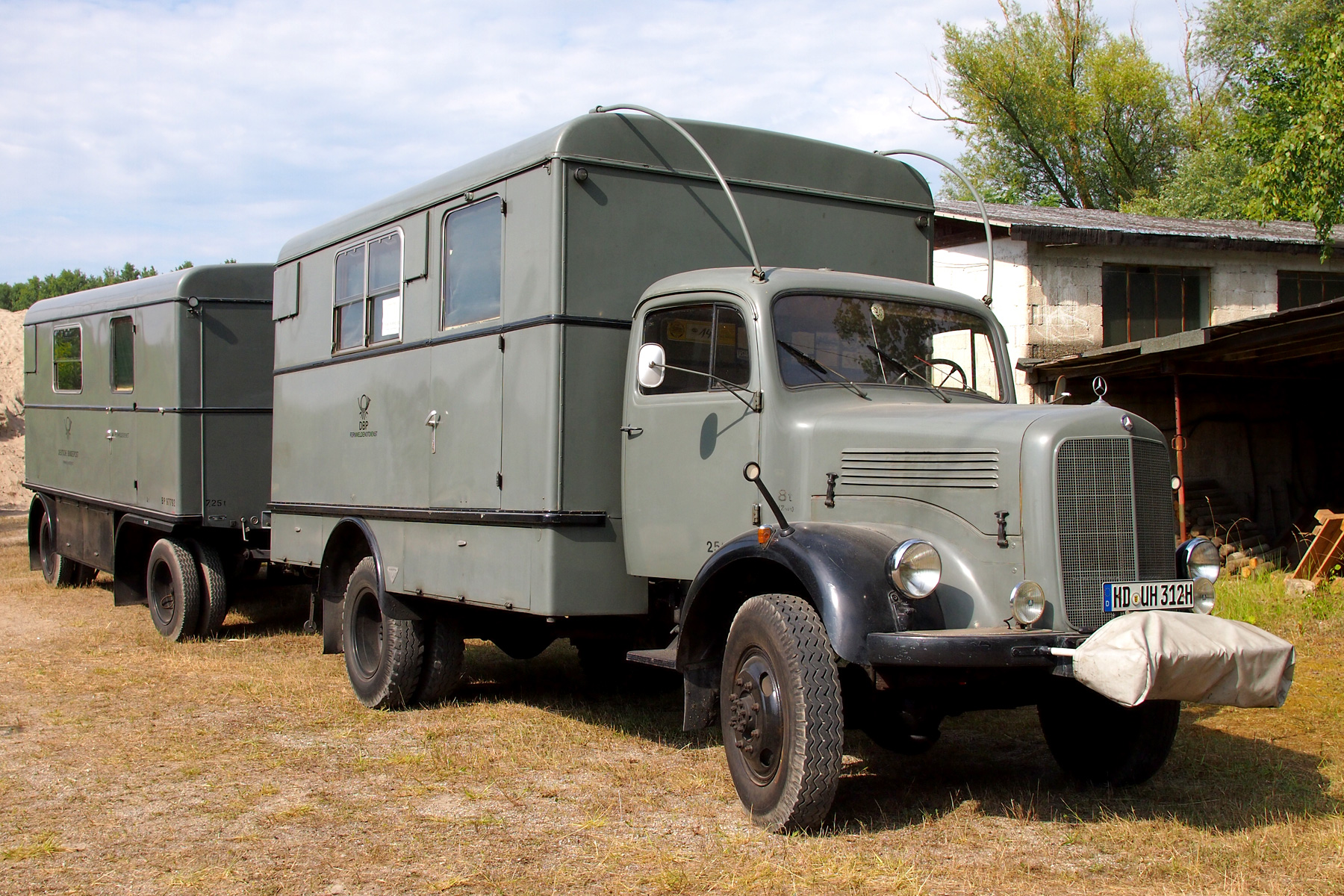
LA 312
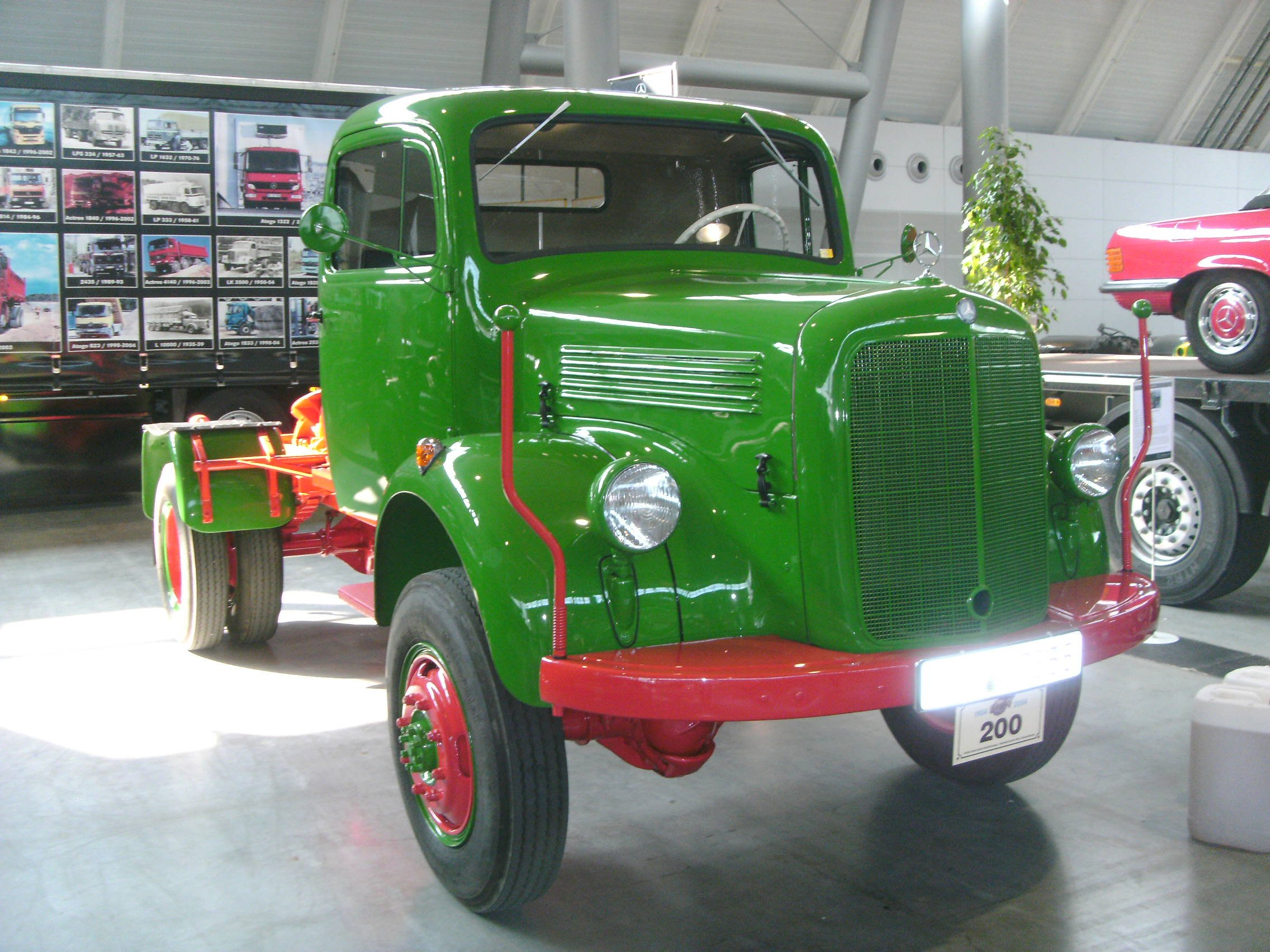
LAS 312
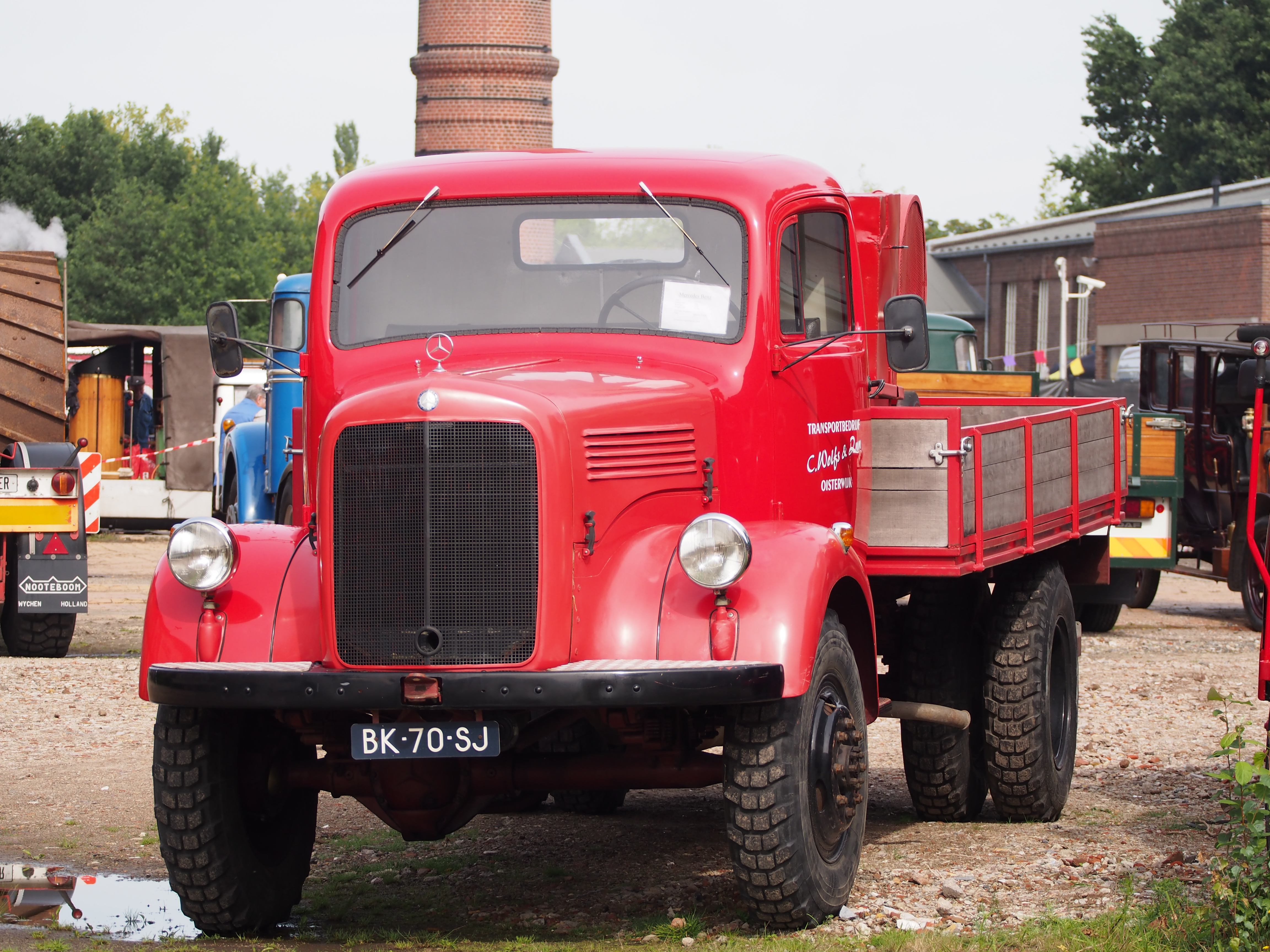
LAK 312

## Technologie

### Châssis et transmission
Le Mercedes-Benz L 312 dispose d'un châssis modulaire de type échelle pour des empattements de 3 600, 4 200 et 4 830 mm ainsi que d'essieux rigides sur deux ressorts à lames semi-elliptiques à l'avant et à l'arrière. De plus, des amortisseurs télescopiques ou à levier sont installés sur l'essieu avant et deux ressorts auxiliaires à action progressive sur l'essieu arrière. Les pneus 8,25-20 sont montés sur des jantes à biseau divisé 6,5-20. Le camion est équipé de pneus jumelés sur l'essieu arrière. Toutes les roues sont équipées de frein à tambour à sabot intérieur et à commande hydraulique avec assistance à air comprimé (servofrein). Les véhicules, disponibles avec conduite à droite ou à gauche, sont équipés d'une direction à recirculation de billes avec un tirant monobloc de Mercedes-Benz. Sur les véhicules encore désignés comme L 4500, en revanche, il s'agit d'un système de direction ZF Type 704 ou des Fulmina Type 30.
La puissance est transmise du moteur à la transmission via un embrayage monodisque à sec Fitchel & Sachs H32. La transmission, développée en interne par Mercedes-Benz, est une transmission à cinq vitesses entièrement synchronisée avec un levier de vitesse à billes. La puissance d'entraînement est transmise depuis la boîte de vitesses vers le différentiel à pignons coniques de l'essieu arrière via deux arbres à cardan; les véhicules à traction intégrale disposent également d'une boîte de transfert et d'un arbre de transmission vers l'essieu avant. Il n'y avait pas de blocage de différentiel ni pour l'essieu arrière ni pour l'essieu avant.

### Moteur
Le moteur de tous les véhicules est l'OM 312 de Mercedes-Benz, un moteur Diesel six cylindres en ligne vertical à quatre temps avec deux soupapes, injection en pré-chambre et refroidissement à eau. Le bloc-cylindres en fonte alliée au nickel et le carter divisé sont moulés d'une seule pièce. Avec un alésage de cylindre de 90 mm et une course de piston de 120 mm, le moteur a une cylindrée totale de 4 580 cm³. Des pistons en aluminium forgé de Mahle, chacun avec quatre segments de compression et deux segments racleurs d'huile, fonctionnent dans les cylindres. La puissance est transmise via des bielles fendues obliquement à un vilebrequin forgé en sept roulements, durcis aux points d'appui. Les bielles et le vilebrequin sont équipés de paliers lisses en bronze au plomb avec des coques de support en acier. Le vilebrequin est équipé de six contrepoids et d'un amortisseur de vibrations.
Un arbre à cames tourne dans le carter moteur à quatre paliers lisses et il est entraîné par des engrenages hélicoïdaux. Il actionne les soupapes suspendues verticalement via des poussoirs, des tiges de poussée et des culbuteurs. Chaque cylindre possède une soupape d'admission et une soupape d'échappement. La culasse en fonte recouvrant tous les cylindres est amovible et possède un joint en amiante.
La lubrification par circulation sous pression fonctionne avec une pompe à huile à engrenages et un filtre à huile dans le flux principal. L'huile est refroidie par un refroidisseur d'huile avec contrôle de température. La pompe à carburant de la pompe d'injection achemine le carburant du réservoir à travers un filtre en tube de feutre vers la pompe d'injection Bosch PES 6 A70 B 410 RS 64/7, qui l'injecte dans les préchambres via des buses d'injection Bosch DNO SD 211. La pompe d'injection est équipée d'un régulateur centrifuge. L'air est aspiré devant le radiateur et nettoyé à l'aide d'un filtre à air à bain d'huile, qui atténue également le bruit d'admission du moteur. Le moteur est refroidi par un refroidisseur tubulaire dont l'air chaud évacué est évacué par un ventilateur.
Le moteur produisait initialement 90 ch/66 kW à 2 800 tr/min et délivrait un couple maximal de 27 kpm/265 N·m à 1 600 tr/min. En 1956, la compression et la vitesse ont été augmentées, le temps de contrôle a été modifié et la puissance a été augmentée à 100 ch/74 kW.

## Production L312
| Année   | 1953 | 1954 | 1955 | 1956  | 1957  | 1958 | 1959 | 1960 | 1961 | 1962 | 1963 | 1964 | 1965 | 1966 | total |
| ------- | ---- | ---- | ---- | ----- | ----- | ---- | ---- | ---- | ---- | ---- | ---- | ---- | ---- | ---- | ----- |
| L 312   | 3074 | 5585 | 7377 | 14214 | 10418 | 9837 | 7019 | 5363 | 20   | 0    | 0    | 0    | 0    | 0    | 64793 |
| LA 312  | 236  | 1084 | 1526 | 1836  | 1117  | 355  | 342  | 444  | 1    | 0    | 0    | 0    | 0    | 0    | 6941  |
| LP 312  | 0    | 66   | 305  | 539   | 471   | 240  | 319  | 552  | 3    | 0    | 0    | 0    | 0    | 0    | 2495  |
| LAP 312 | 0    | 6    | 31   | 9     | 11    | 5    | 5    | 6    | 0    | 0    | 0    | 0    | 0    | 0    | 73    |
| LG 312  | 0    | 0    | 0    | 1     | 10    | 0    | 0    | 0    | 276  | 178  | 264  | 74   | 76   | 350  | 1229  |

## Production L312 en Argentine, au Brésil et en Inde
| Année        | 1954 | 1955 | 1956 | 1957 | 1958 | 1959 | 1960 | 1961 | 1962 | 1963 | 1964 | 1965 | 1966 | 1967 | total |
| ------------ | ---- | ---- | ---- | ---- | ---- | ---- | ---- | ---- | ---- | ---- | ---- | ---- | ---- | ---- | ----- |
| L 312 (RA)   | 0    | 0    | 0    | 0    | 0    | 630  | 3042 | 3456 | 2736 | 0    | 384  | 624  | 768  | 48   | 11688 |
| L 312 (BR)   | 218  | 228  | 1116 | 4688 | 1920 | 0    | 0    | 0    | 0    | 0    | 0    | 0    | 0    | 0    | 8170  |
| LP 312 (BR)  | 0    | 0    | 768  | 912  | 0    | 0    | 0    | 0    | 0    | 0    | 0    | 0    | 0    | 0    | 1680  |
| L 312 (IND)  | 224  | 2112 | 6008 | 3868 | 5168 | 5148 | 7604 | 8088 | 9108 | 9300 | 5952 | 4272 | 8616 | 3528 |       |
| LP 312 (IND) | 272  | 1408 | 2028 | 1952 | 1644 | 2344 | 3116 | 3624 | 2640 | 2352 | 1200 | 576  | 432  | 240  |       |
| LA 312 (IND) | 0    | 60   | 184  | 336  | 48   | 184  | 200  | 60   | 84   | 1896 | 4560 | 3648 | 2568 | 3648 |       |

| Année        | 1968 | 1969 | 1970 | 1971 | 1972 | 1973 | 1974                 | total |
| ------------ | ---- | ---- | ---- | ---- | ---- | ---- | -------------------- | ----- |
| L 312 (IND)  | 816  | 2400 | *    | *    | *    | *    | 10656 de 1970 à 1974 | 92868 |
| LP 312 (IND) | 480  | 1248 | *    | *    | *    | *    | 1296 de 1970 à 1974  | 26852 |
| LA 312 (IND) | 768  | 288  | *    | *    | *    | *    | 4270 de 1970 à 1974  | 22802 |

En juin 1958, le 10 000e camion Mercedes est sorti de la chaîne de montage au Brésil.
En 1965, le 100 000e camion Tata Mercedes a été livré.
Au 05.06.1969, 178 808 camions avaient été produits sous le nom de Tata Mercedes-Benz. Après cela, ils ont été commercialisés sous le nom de Tata.